# Ferrières-sur-Sichon
Ferrières-sur-Sichon é uma comuna francesa na região administrativa de Auvérnia-Ródano-Alpes, no departamento Allier. Estende-se por uma área de 39,5 km². Em 2010 a comuna tinha 561 habitantes (densidade: 14,2 hab./km²).